# Jacek Starościak
Jacek Mariusz Starościak (ur. 10 września 1947 w Gdańsku, zm. 8 maja 2021 w Bydgoszczy) – polski samorządowiec, urzędnik państwowy i dyplomata, w latach 1990–1991 pierwszy po przemianach demokratycznych prezydent Gdańska.

## Życiorys
Syn lekarza Tadeusza i farmaceutki Krystyny z domu Czekałło. W 1965 ukończył I Liceum Ogólnokształcące w Gdańsku. W latach 1965–1971 studiował na Wydziale Elektroniki Politechniki Gdańskiej. W latach 1971–1973 był pracownikiem Wydziału Nawigacyjnego Wyższej Szkoły Morskiej w Gdyni, później został adiunktem w Instytucie Morskim w Gdańsku. W 1980 wstąpił do „Solidarności”, przewodniczył komisji zakładowej w instytucie. Po wprowadzeniu stanu wojennego związany z diecezjalną komisją charytatywną. W drugiej połowie lat 80. zatrudniony jako kierownik redakcji literatury naukowej i fachowej w Wydawnictwie Morskim. Współtworzył lokalny Klub Inteligencji Katolickiej. Po wyborach w 1989 został dyrektorem wojewódzkiego biura poselsko-senatorskiego Obywatelskiego Klubu Parlamentarnego. W 1990 uzyskał mandat radnego Gdańska. W lipcu 1990 został powołany na urząd prezydenta miasta, funkcję tę pełnił do 14 czerwca 1991. W tym samym roku przeszedł na stanowisko dyrektorskie do Kancelarii Prezydenta RP. Od 1995 pracował w Ministerstwie Spraw Zagranicznych, m.in. jako konsul generalny RP w Londynie (1996–1998) i radca ministra. W latach 1998–2002 oddelegowany do Sztokholmu na stanowisko szefa Stałego Międzynarodowego Sekretariatu Rady Państw Morza Bałtyckiego. Następnie w Departamencie Unii Europejskiej i Obsługi Negocjacji Akcesyjnych MSZ. W 2003 przewodniczył Komitetowi Krajowych Koordynatorów w ramach polskiej prezydencji w Inicjatywie Środkowoeuropejskiej. W 2003 został zatrudniony w Banku Pekao, był dyrektorem biura zarządzania ryzykiem braku zgodności w tej instytucji, a także kierował gabinetem prezesa banku.
W 2001 został wyróżniony Medalem Księcia Mściwoja II. 
Od 1971 był żonaty z Dorotą z domu Bar. Miał dwie córki: Katarzynę i Magdalenę. Posługiwał się angielskim oraz (biernie) francuskim, niemieckim i rosyjskim. Był członkiem Royal Institute of Navigation w Londynie.
Pochowany 14 maja 2021 na gdańskim cmentarzu Srebrzysko (rejon IV kwatera TAR I/2A/1).